# San José (Misiones)
San José é um município da Argentina, localizado no departamento Apóstoles, província de Misiones. Possui uma população de 6.452 habitantes (INDEC 2001).